# 햄스터쥐속
햄스터쥐속 또는 베아미스속(Beamys)은 붉은숲쥐과에 속하는 아프리카 설치류 속이다. 2종을 포함하고 있다.

## 특징
중형 크기의 설치류로 꼬리 길이 112~145mm를 제외한 몸길이가 115~173mm이고 몸무게는 최대 102g이다.

## 분포
케냐와 말라위, 탄자니아, 잠비아의 아프리카 동부 지역에서 발견된다.

## 하위 종
- 작은햄스터쥐 (B. hindei)
- 큰햄스터쥐 (B. major)